# Ciego de Ávila
Ciego de Ávila är en stad och kommun på centrala Kuba och huvudort i provinsen Ciego de Ávila. I slutet av 2007 uppgick invånarantalet till 110 372 i staden och 139 937 i hela kommunen. Kommunens yta uppgår till 435,72 kvadratkilometer.
Stadens hamn, Júcaro, ligger 24 km åt sydsydväst vid Ana Maria-golfen i Karibiska havet. Staden ligger cirka 460 km öster om Havanna och 110 km väster om Camagüey. Den låg i Camagüeyprovinsen fram till 1976 då Fidel Castros regering gjorde staden till huvudort i den nybildade provinsen Ciego de Ávila.

## Historia
Ciego de Ávila grundades 1840 och hade då 263 invånare. Kommunen bildades 1877 och blev då självständig från Morón. Staden blev betydelsefull då den spanska armén byggde befästningar, som kallas Trocha de Jucaro a Morón, för att förhindra de insurrektionella styrkorna att passera västerut under det första befrielsekriget (1868-1878).